# Benoitia bornemiszai
Benoitia bornemiszai är en spindelart som först beskrevs av Lodovico di Caporiacco 1947.  Benoitia bornemiszai ingår i släktet Benoitia och familjen trattspindlar. Inga underarter finns listade.